# Baggins

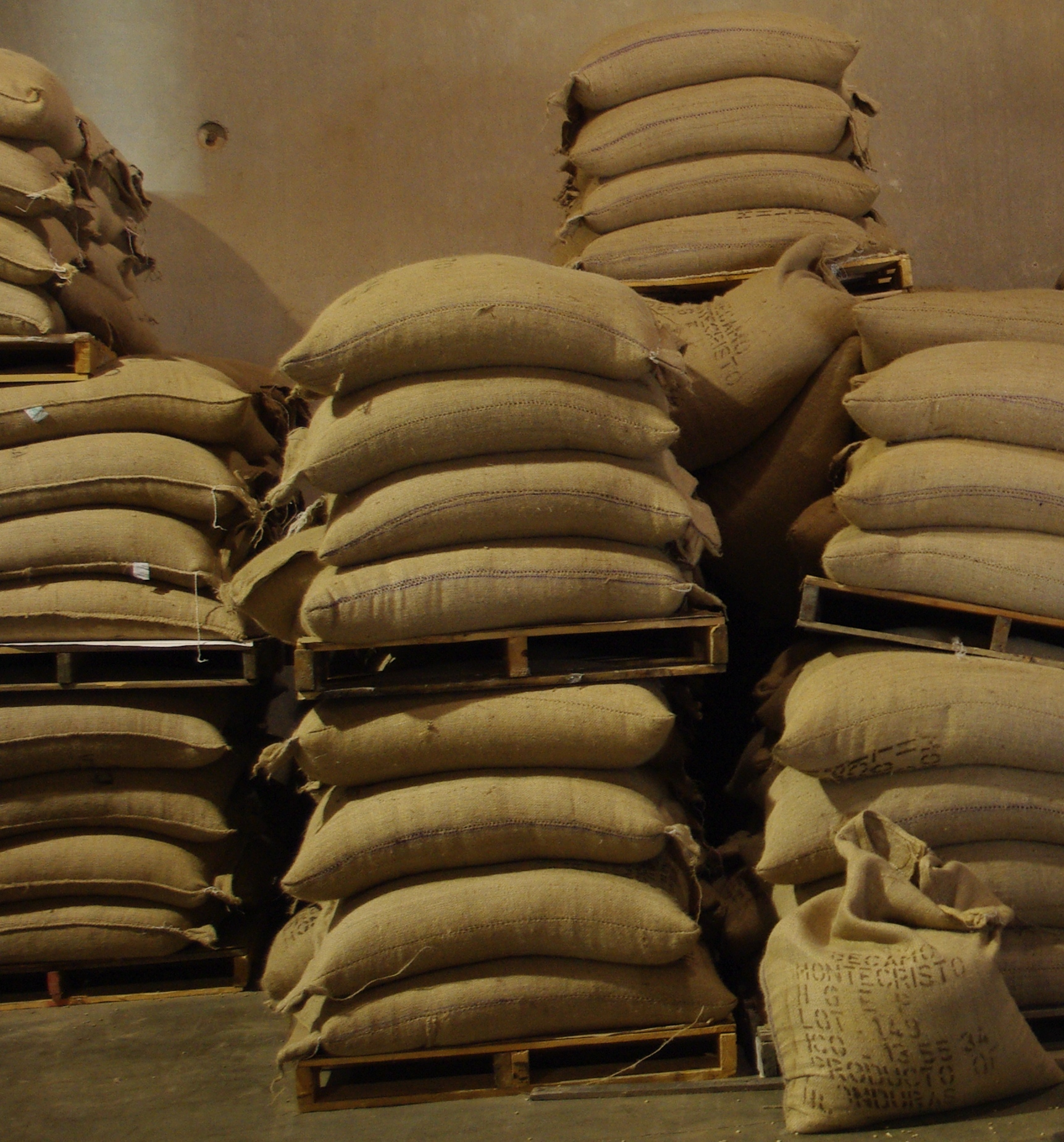
Jute-Säcke

Baggins (aus dem Englischen von bag, „Sack“, „Beutel“), auch Bagging oder Sacking, deutsch auch Packleinen oder Sackgewebe, ist ein grobes Gewebe aus Jute, in Leinwand- oder Panamabindung. Baggins wird für Verpackungsmaterial und zum Polstern verwendet.
Qualitätsbezeichnungen:
- SWB: Single-Warp-Bagging aus grobem, nicht gezwirntem Kettgarn
- DWB: Double-Warp-Bagging in Ripsbindung
- CTS: Common Twilled Sacking als Kreuzköper